# Nuraghe Ortolu
Il nuraghe Ortolu  è ubicato in località Badde Ortolu in territorio di Siligo, a breve distanza dalla Strada statale 131 Carlo Felice

## Descrizione
Il nuraghe è in cattivo stato di conservazione: infatti risulta in gran parte crollato e parzialmente interrato. Si tratta di un nuraghe semplice. L'ingresso orientato a SO è interrato, pertanto si accede al monumento calandosi all'interno dall'alto nella camera a tholos, priva della copertura ed ingombra di grossi massi di crollo. Da questa camera si può accedere al corridoio d'ingresso, a forma rettangolare lungo (circa 4 m. e largo 1 m.) e coperto a piattabanda, questo a destra si conclude in una nicchia e a sinistra conduce ad una scala elicoidale.